# Horia Sima
 (mars 2016).
Si vous disposez d'ouvrages ou d'articles de référence ou si vous connaissez des sites web de qualité traitant du thème abordé ici, merci de compléter l'article en donnant les références utiles à sa vérifiabilité et en les liant à la section « Notes et références ».
Pour les articles homonymes, voir Horia.
Horia Sima, né le 3 juillet 1907 à Făgăraș, mort le 25 mai 1993 à Madrid, est un homme politique fasciste de Roumanie. Après 1938, il fut le deuxième et dernier président du parti d'extrême droite « Tout pour le pays » (Totul pentru țară) et du mouvement paramilitaire de la Garde de fer (Garda de Fier) connu également sous le nom de « Mouvement légionnaire » (Mișcarea Legionară).

## En Roumanie
Sima est né près de Făgăraș, en Transylvanie, en Autriche-Hongrie. Entre 1926 et 1932, il étudie à la faculté des lettres et de philosophie de l'université de Bucarest. Il commence ensuite à enseigner dans un lycée comme professeur de logique et de philosophie. En octobre 1927, il rejoint la Garde de fer qui venait de se former et devient responsable pour la région du Banat.
Le régime carliste, dictatorial mais pro-occidental, réprime alors violemment la Garde de Fer dont le fondateur et le chef, Corneliu Codreanu, est arrêté et emprisonné. Sima devient alors le « commandant » de la « Légion ». La tension ne cesse de monter et fin novembre 1938 la gendarmerie tire sur les rassemblements de la Garde de Fer, tuant des dizaines de « Légionnaires ». Codreanu est aussi exécuté en prison. Pour éviter le même sort, Sima s'enfuit en février 1939 en Allemagne nazie en passant par la Hongrie. En été de la même année, il revient pour préparer et mener à bien l'assassinat du Premier ministre roumain, Armand Călinescu, le 21 septembre 1939. L'été 1940, la France est vaincue et l'Angleterre semble en sursis : privé de ses alliés qui avaient garanti ses frontières, le régime carliste vacille et doit céder plus d'un tiers du territoire roumain à l'URSS et à la Hongrie. C'est dans ce contexte que Sima rejoint le cabinet d'Ion Gigurtu le 4 juillet 1940, comme ministre des Cultes et des Arts à côté de deux autres membres de la Garde de fer, mais il démissionne quatre jours plus tard.
En septembre de 1940, le roi Carol II doit abdiquer, la carlisme s'effondre et la Garde de Fer pactise avec le maréchal Ion Antonescu pour former l'« État national-légionnaire ». Dans cette alliance bancale qui prospère sur les peurs et le désespoir des Roumains, Antonescu et les « Légionnaires » partagent la même vision nationaliste, fasciste, xénophobe, antisémite et anti-démocrate de l'État, mais le maréchal constitue un pôle pragmatique et opportuniste, tandis que Sima représente un pôle fanatique et idéologique, qui se livre à un violent pogrom à Bucarest (130 morts), assassine d'anciens hommes politiques emprisonnés et pille les biens des uns comme des autres.
En janvier 1941, Sima et ses « Légionnaires » tentent de renverser Ion Antonescu pour s'emparer de la totalité du pouvoir. Le maréchal demande à Adolf Hitler d'arbitrer entre le gouvernement roumain (c'est-à-dire l'armée roumaine soit 550,000 hommes disciplinés, un armement conséquent et les pétroles de Ploiești) et la Garde de fer (moins de 50 000 hommes incontrôlables et quelques centaines de véhicules). Hitler n'hésite pas et choisit Ion Antonescu, mais lui demande de laisser les « Légionnaires » fuir la Roumanie : 30 000 d'entre eux se réfugient en Allemagne nazie, en France pétainiste et en Espagne franquiste,.

## Exil
En février 1941, Sima est d'abord assigné à domicile à Berkenbrück, près de Berlin, pendant deux ans (février 1941- décembre 1942). Pendant ce temps, les autorités roumaines le condamnent à mort par contumace, pour être sûres que son exil soit définitif. Fin 1942, il parvient à s'échapper d'Allemagne. Ion Antonescu, au courant de son évasion, craint qu'il ne revienne en Roumanie pour le renverser et s'en plaint à Hitler, mais Sima, apprécié par Benito Mussolini trouve refuge à Rome. Hitler somme Mussolini de lui livrer le prisonnier. Le 16 décembre, il est donné par celui-ci à la Gestapo à la suggestion de Galeazzo Ciano. Il est alors ramené à Berlin, mis aux arrêts et interrogé pendant un mois (26 décembre-26 janvier), puis transféré à Buchenwald (26 janvier-avril 1943) puis à la prison (Zellenbau) du camp de Sachsenhausen (d'avril 1943 au 23 août 1944).
Pendant son internement, et alors que la guerre est en train de tourner en faveur des Alliés, Sima doit faire face à la contestation de plusieurs groupes de « Légionnaires ». Ces derniers prennent leurs distances avec la politique de Sima, déclarant qu'ils n'approuvent pas la manière dont il a dirigé le pays et le mouvement, et commencent à demander l'arbitrage des Allemands.
Après que la Roumanie a rejoint les Alliés en août 1944, Sima est libéré et finit par constituer à Vienne un gouvernement fantoche pro-nazi en exil. Au moment où l'offensive soviéto-roumaine s'avère imminente, il s'enfuit à Altaussee sous le nom d'emprunt de Josef Weber. En avril 1945, quand la ville est menacée par les troupes américaines, Sima fuit avec sept camarades et rejoint un groupe de guérilla dirigé par Otto Skorzeny, leur but étant d'établir une ligne de résistance dans le massif du Dachstein. Mais quand ils se rendent compte que les troupes d'occupation sont américaines et non soviétiques, ils décident de dissoudre le groupe. Pour éviter d'être livrés aux Soviétiques par les Américains, Sima et deux camarades passent dans la clandestinité et traversent pendant six mois l'Allemagne pour atteindre Fribourg. En octobre 1945, les Américains cessent de livrer aux Soviétiques les ressortissants des pays de l'Est libérés en Allemagne : Sima et ses deux camarades décident d'abandonner la clandestinité et d'organiser des comités d'aide aux réfugiés roumains. La clémence des Américains s'explique par le début de la guerre froide et, concernant les « Légionnaires », par le fait que l'« État national-légionnaire » n'avait pas été en guerre contre les États-Unis. Vivant à Paris, en Italie, puis finalement dans l'Espagne franquiste, Sima est rejugé et condamné à mort une seconde fois en Roumanie en 1946. Dans le même temps, ses activités en Allemagne et en France attirent sur lui l'attention de la police française.
Pendant son exil, Sima essaie de nouer des relations avec les principales idéologies anticommunistes, insistant sur la fidélité de la Garde envers le « monde libre ». Sima et les « Légionnaires » exilés se consacrent désormais à dénoncer ce qui se passe à l'intérieur de la Roumanie communiste, mais n'obtiennent jamais d'influence au sein de la diaspora roumaine, car les autres mouvements opposés à la dictature communiste leur reprochent leurs propres crimes et leur idéologie anti-démocratique.
Horia Sima meurt à Madrid et est enterré aux côtés de sa femme, Elvira Florea-Sima, à Torredembarra (près de Barcelone).

## Œuvres
- Europe at the crossroads: war or capitulation? Munich Verlag "Vestitori" 1955 (view here)
- The Rumanian situation after 19 years of Communist slavery and policies of the western powers, 1944-1963; a declaration by the Rumanian Legionary Movement Rio de Janeiro? 1963?
- Hunger In Romania 1964
- Articole politice, 1950-1963 1967.
- XLth anniversary of the foundation of the Rumanian legionary movement, 1927-1967; declarations of the legionary movement concerning the fate of the free world and the tragedy of the Rumanian people 1968
- Ce este comunismul? Madrid, Editura Dacia, 1972.
- Histoire du Mouvement Légionnaire, Rio de Janeiro, 1972 (The History of the Legionary Movement, Legionary Press, 1995)
- The Truth About The Legionary Movement
- The Natural World Order